# Hedvig Rasmussen
Hedvig Lærke Berg Rasmussen, född 22 december 1993 i Frederiksberg, är en dansk roddare.
Rasmussen blev olympisk bronsmedaljör i tvåa utan styrman vid sommarspelen 2016 i Rio de Janeiro.